# Sportima inomhus fotbollsarena
Sportima inomhus fotbollsarena eller Sportima eller Vilniaus Sportima maniežas eller Sportima universali sporto arena är en fotbollsarena i Vilnius i Litauen. Den är hemmaarena för FK Žalgiris Vilnius, FK Riteriai, Vilniaus Vytis och Litauens herrlandslag i fotboll.

## Fotbollsarenan
Sportima inomhus fotbollsarena byggdes 2001.
Utrustad med en huvudfotbollsplan (8000 m²), främst används för fotboll, med ytterligare tre hallar: brottning (559 m²), fitness (382 m²) eller universal (488 m²).
Arena är den främsta utomhus rekreation, underhållning och idrottsplats i staden Vilnius, med en kapacitet på 3 157 åskådare. 
Arena är hem för träning och hemmamatcher för FK Žalgiris Vilnius, FK Riteriai, Vilniaus Vytis fotbollslag, friidrott och andra sporter.

## Övrigt
- Kapacitet: 3157.
- Publikrekord: (?)
- Spelplan: 100 x 68.[2]
- Underlag: konstgräs.
- Belysning:
- Byggnadsår: 2001
- Total byggkostnad: